# Adam Lindsay Gordon

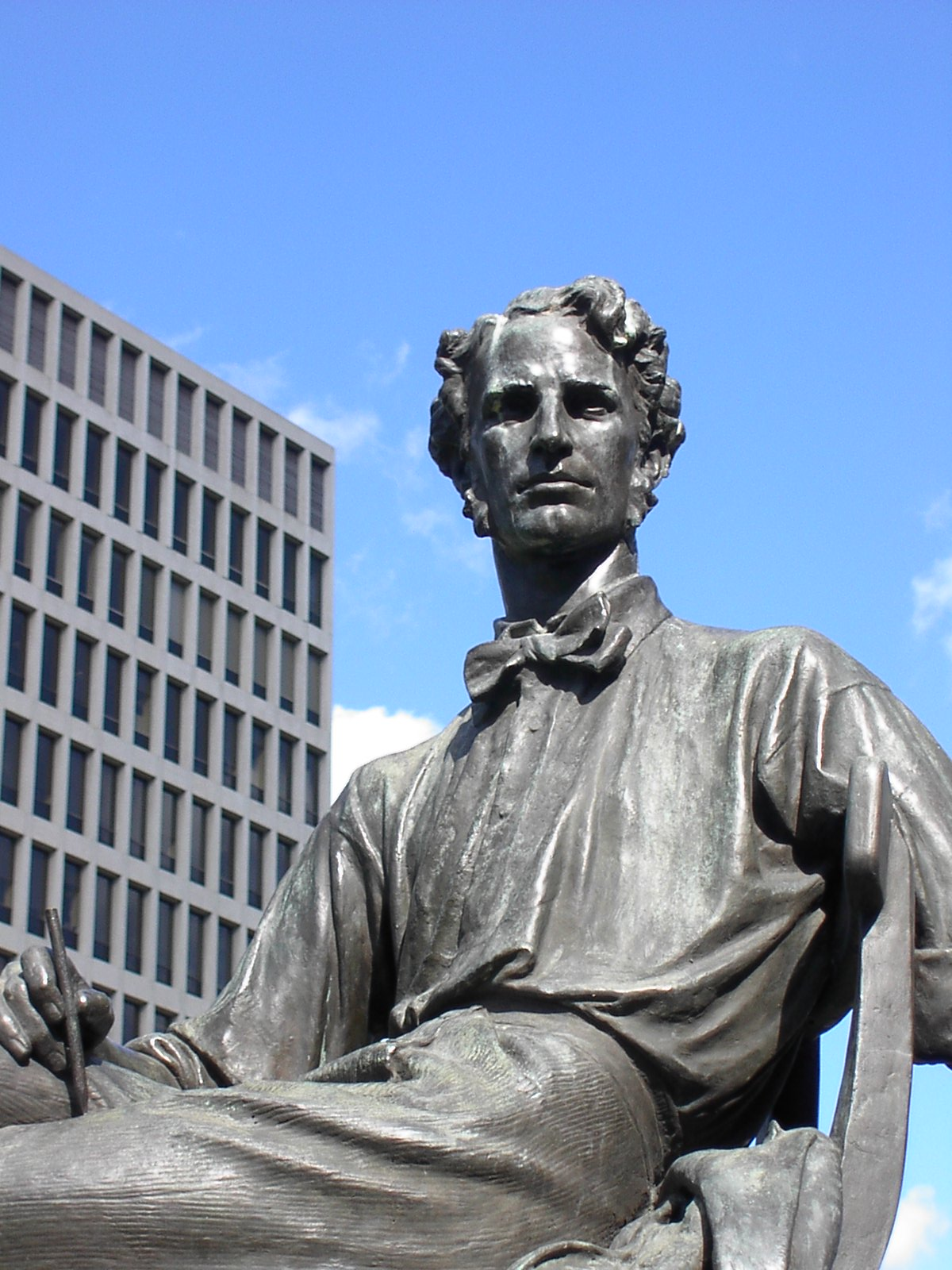
Staty av Adam Lindsay Gordon i Melbourne.

Adam Lindsay Gordon, född 19 oktober 1833 på ön Faial, Azorerna, död 24 juni 1870 i Brighton, Victoria, var en australisk poet.
Gordon uppfostrades i England och emigrerade efter en något stormig ungdom 1853 till Sydaustralien, där han fick anställning vid ridande polisen, och senare gjorde sig känd som amatörkapplöpningsryttare. Bland Gordons skrifter, som är kraftfulla, musikaliska och inspirerade märks Sea Spray and Smoke Drift (1867) och Bush Ballads and Galloping Rhymes (1870). F.M. Robb utgav en samlad upplaga av Gordons dikter 1927.